# Холбон
Холбо́н (рос. Холбон) — селище міського типу у складі Шилкинського району Забайкальського краю, Росія. Адміністративний центр Холбонського міського поселення.

## Населення
Населення — 2611 осіб (2010; 2652 у 2002).